# Geidelbach (Tiefenbach)
Der Geidelbach ist ein etwa 2,6 km langer Bach in der Gemarkung von Altmorschen, einem Ortsteil der Gemeinde Morschen im Schwalm-Eder-Kreis in Nordhessen.
Der mittlere seiner drei kleinen Quellbäche entspringt etwa 4 km östlich von Altmorschen auf 378 m Höhe über NHN im Stölzinger Gebirge im Norden des „Geidelbergs“, einem südöstlichen Ausläufer des „Hirschbergs“ (335,6 m) im Waldgebiet „Wassermannsrück“. Er fließt nach Süden und nimmt nach etwa 400 m einen zweiten, von rechts kommenden Quellbach auf. Nach weiteren 400 m durch bewaldetes Gebiet vereint er sich nördlich der „Sparnhager Höhe“ (356,1 m) mit dem dritten, diesmal von links kommenden Quellbach. Von dort verläuft der Bach in westsüdwestlicher Richtung etwa 1 km durch einen schmalen Wiesengrund, biegt dann nach Westen um und mündet etwa 1 km weiter auf 240 m Höhe von links in den Tiefenbach, einen rechten Zufluss der Fulda.